# Польша на зимних Паралимпийских играх 2014
Польша на зимних Паралимпийских играх 2014 года представлена 8-ю спортсменами в трёх видах спорта.

## Состав и результаты

### Биатлон
Мужчины
| Соревнование | Класс | Спортсмены    | Стрельба | Время   | Место |
| ------------ | ----- | ------------- | -------- | ------- | ----- |
| 7,5 км       | Сидя  | Камиль Росьек | 0+1      | 24:00,7 | 13    |